# Grant Fuhr
Grant Scott Fuhr (* 28. September 1962, Spruce Grove, Alberta) ist ein ehemaliger kanadischer Eishockeytorwart, der von 1981 bis 2000 für die Edmonton Oilers, Toronto Maple Leafs, Buffalo Sabres, Los Angeles Kings, St. Louis Blues und Calgary Flames in der National Hockey League spielte. Der fünfmalige Stanley-Cup-Sieger wurde 2004 als erster Afro-Kanadier in die Hockey Hall of Fame aufgenommen. Von 2004 bis 2009 war er Torwarttrainer der Phoenix Coyotes.

## Karriere
Grant Fuhrs Profikarriere begann 1979 bei den Victoria Cougars in der WHL. Nach zwei Jahren dort, in denen er einmal der beste Torhüter der Liga war, wurde er beim NHL Entry Draft 1981 in der ersten Runde als insgesamt achter Stelle von den Edmonton Oilers gezogen. Zum Saisonstart 1981 gab er sein Debüt in der besten Liga der Welt. Bei Edmonton blieb er neun Jahre, wobei er zwischenzeitlich kurz in der AHL bei den Moncton Alpines (10 Spiele) und den Cape Breton Oilers (6 Spiele) aushalf. Beim Rendez-vous ’87 stand er im Tor des NHL-Teams. 1990 wurde er wegen der Einnahme von Kokain für ein Jahr gesperrt. Nach eineinhalb Jahren bei den Toronto Maple Leafs (1991–1993) wechselte er während der Saison 1992/93 zu den Buffalo Sabres, wo er ebenfalls kurz im AHL-Farmteam, den Rochester Americans, spielte. Die Sabres hatten für ihn unter anderem Dave Andreychuk und Daren Puppa nach Toronto geschickt. Der nächste Vereinswechsel erfolgte kurz vor Ende der Saison 1994/95, die er bei den Los Angeles Kings beendete. Nach 14 Partien wechselte Grant Fuhr zu den St. Louis Blues. Hier spielte er vier Jahre. Seine letzte Saison absolvierte er 1999/2000 bei den Calgary Flames. In den 19 Jahren, in denen er in der NHL spielte, absolvierte er 867 Spiele.
Für die kanadische Eishockeynationalmannschaft lief Fuhr unter anderem bei den Canada Cups 1984 und 1987 auf. Bei beiden Turnieren gewann er mit der Mannschaft die Goldmedaille.
Von 2000 bis 2002 war er in beratender Position für Torwartfragen bei den Calgary Flames tätig und übernahm im Sommer 2004 den Job als Torwarttrainer der Phoenix Coyotes.

## Erfolge und Auszeichnungen
| - 1980 WHL First All-Star Team - 1980 Stewart „Butch“ Paul Memorial Trophy - 1981 Ed-Chynoweth-Cup-Gewinn mit den Victoria Cougars - 1981 WHL First All-Star Team - 1981 Del Wilson Trophy - 1982 Teilnahme am NHL All-Star Game - 1982 NHL Second All-Star Team - 1984 Teilnahme am NHL All-Star Game - 1984 Stanley-Cup-Gewinn mit den Edmonton Oilers - 1985 Teilnahme am NHL All-Star Game - 1985 Stanley-Cup-Gewinn mit den Edmonton Oilers - 1986 Teilnahme am NHL All-Star Game | - 1986 MVP beim NHL All-Star Game - 1987 Teilnahme am Rendez-vous ’87 - 1987 Stanley-Cup-Gewinn mit den Edmonton Oilers - 1988 Teilnahme am NHL All-Star Game - 1988 Stanley-Cup-Gewinn mit den Edmonton Oilers - 1988 NHL First All-Star Team - 1988 Vezina Trophy - 1989 Teilnahme am NHL All-Star Game - 1990 Stanley-Cup-Gewinn mit den Edmonton Oilers - 1994 William M. Jennings Trophy (gemeinsam mit Dominik Hašek) - 2003 Aufnahme in die Hockey Hall of Fame |

### International
- 1984 Goldmedaille beim Canada Cup
- 1987 Goldmedaille beim Canada Cup
- 1987 All-Star Team des Canada Cups
- 1989 Silbermedaille bei der Weltmeisterschaft

## Rekorde
- 14 Punkte als Torwart in einer Saison (1983/84 mit den Oilers)
- 79 Spiele als Torwart in einer Saison (1995/96 mit den Blues)
- 23 aufeinanderfolgende Spiele in der Rookie-Saison nicht verloren (81/82 mit den Oilers)
- 16 Siege in einer Playoff-Saison (1988 als erster) gemeinsam mit 16 weiteren Spielern.